# Lijst van televisiekanalen in de Verenigde Staten

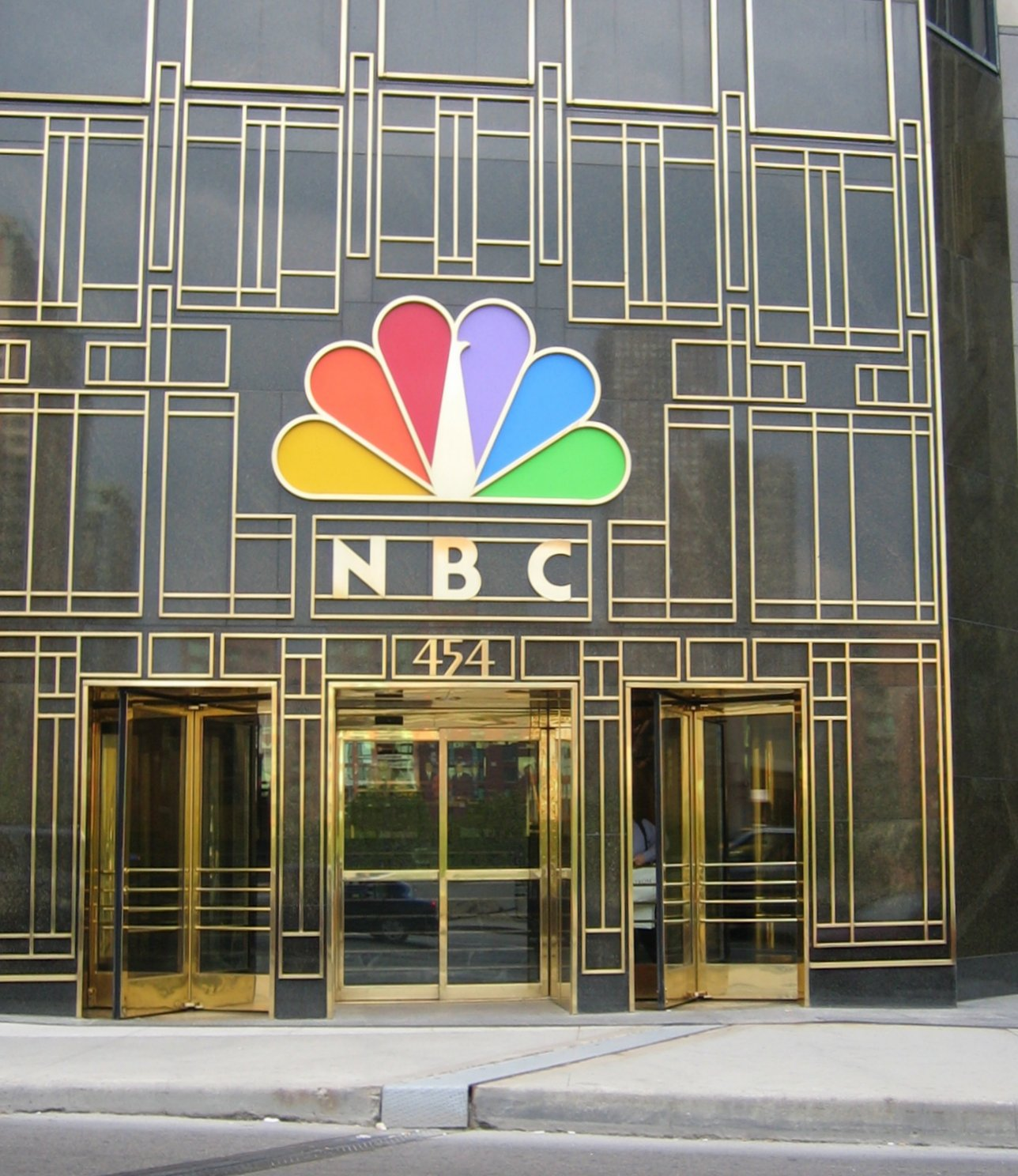
Hoofdkantoor van NBC in New York

Dit is een gedetailleerd overzicht van de televisiekanalen die beschikbaar zijn in de Verenigde Staten.

## Televisiezendstations
Volgens de FCC waren er in de Verenigde Staten op 31 december 2004 777 commerciële UHF-zenders, 589 commerciële VHF-zenders, 257 educatieve UHF-zenders, 125 educatieve VHF-zenders, plus 493 Klasse-A UHF-televisiezenders, 110 Klasse-A VHF-televisiezenders, 2631 UHF-televisietranslators, 1823 VHF-televisietranslators, 1553 UHF low-power-televisiezenders en 481 VHF low-power-televisiezenders.
De Verenigde Staten kent zoals hierboven al aangegeven een aanzienlijk aanbod van televisiezenders. De reden hiervoor is het grote oppervlakte van het land en dat de regeringen in de VS vanaf het begin de radio- en televisie omroep hebben overgelaten aan het particuliere initiatief.
De grote televisiestations, waarvan er ongeveer 1200 in het hele land zijn, zenden op vaste tijdstippen via de lokale zenders een primetime-programma uit. In dat programma, dat door de grote televisienetwerken wordt geleverd, komen Amerika's bekendste programma's die soms ook in Nederland en België te zien zijn voor. Voorbeelden van die programma's zijn CSI: Crime Scene Investigation, Frasier of 24. Dit primetimeprogramma is bij CBS, NBC en ABC tussen 19:00 en 23:00 uur en bij Fox, The WB en UPN tussen 19:00 en 22:00 uur. Andere zenders als PBS en A1 hebben onregelmatigere nationale uitzendtijden. De lokale televisiestations zijn zowel via de antenne als via de kabel te ontvangen.
De lokale televisiezenders worden aangeduid door een uit 3 of 4 letters bestaande unieke roepnaam. De beginletter voor stations ten westen van de Mississippi is een "K", ten oosten een "W". Er zijn enkele historische uitzonderingen op deze regel.

## Televisienetwerken
Deze televisienetwerken leveren programmering voor lokale televisiestations.
| Afkorting   | Volledige naam                | Moederbedrijf                      |
| ----------- | ----------------------------- | ---------------------------------- |
| NBC         | National Broadcasting Company | NBC Universal                      |
| ABC         | American Broadcasting Company | The Walt Disney Company            |
| CBS         | Columbia Broadcasting System  | CBS Corporation                    |
| Fox         | Fox Broadcasting Company      | Fox Entertainment Group            |
| PBS         | Public Broadcasting Service   |                                    |
| The CW      | The CW Television Network     | CBS Corporation en Warner Brothers |
| i           | i: Independent Television     | Paxson Communications              |
| A1          | America One                   |                                    |
| UATV        | Urban America Television      |                                    |
| TBN         | Trinity Broadcasting Network  |                                    |
| Spaanstalig |                               |                                    |
| AZT         | TV Azteca                     |                                    |
| UVN         | Univision (Univisión)         | Univision Communications           |
| MAS         | UniMás                        | Univision Communications           |
| TDO         | Telemundo                     | NBC Universal                      |

### Lokale televisiestations die programma's van de grote netwerken uitzenden
| Stad            | ABC  | CBS  | NBC  | Fox  |
| --------------- | ---- | ---- | ---- | ---- |
| New York        | WABC | WCBS | WNBC | WNYW |
| Los Angeles     | KABC | KCBS | KNBC | KTTV |
| Atlanta         | WSB  | WGNX | WXIA | WAGA |
| Boston          | WCVB | WBZ  | WHDH | WFXT |
| Chicago         | WLS  | WBBM | WMAQ | WFLD |
| Miami           | WPLG | WFOR | WTVJ | WSVN |
| Philadelphia    | WPVI | KYW  | WCAU | WTXF |
| San Francisco   | KGO  | KPIX | KRON | KTVU |
| Seattle         | KOMO | KIRO | KING | KCPQ |
| Washington D.C. | WJLA | WUSA | WRC  | WTTG |

## Kabelkanalen
De volgende kanalen worden via kabelnetwerken aangeboden. Een plusje (+) betekent: meerdere kanalen.

### Nieuwskanalen
- Fox News Channel
- CNN
- MSNBC
- C-SPAN +
- Bloomberg
- CNBC
- Fox Business Network
- The Weather Channel

### Sportkanalen
- ESPN +
- Fox Sports +
- Golf Channel
- MLB Full Court +
- NASN

### Betaaltelevisie
- E! Entertainment +
- Encore +
- FX
- HBO +
- Showtime +
- Spike TV
- Starz +
- YES +
- AMC +

### Overige kanalen
- 13th street
- American Forces Network Europe
- America One
- BBC America
- boomerang
- The Biography Channel
- Cartoon Network +
- Comedy Central
- Cooking Channel
- Current TV
- Discovery Channel +
- Disney Channel
- Disney XD (voorheen Toon Disney & Jetix)
- EWTN
- History (voorheen The History Channel)
- Home and Garden
- MTV +
- Nasa TV
- National Geographic Channel
- Nickelodeon +
- Nicktoons
- Oxygen
- Playhouse Disney
- Syfy
- TLC (voorheen The Learning Channel)
- TNN
- TruTV (voorheen Court TV)
- TCM
- USA Network
- VH1 +

## Voormalige televisiekanalen
- The WB Television Network - opgegaan in The CW Television Network
- United Paramount Network - opgegaan in The CW Television Network
- American Independent Network
- DuMont Television Network
- Hughes Television Network (HTN) — opgericht door Howard Hughes
- National Educational Television — voorganger van PBS
- Overmyer Network
- Spanish International Network — voorganger Univision
- Channel America — voorganger van America One
- TVS Television Network

### Televisiegerelateerd
- Televisie in de Verenigde Staten
- Mediaconglomeraat
- Publieke omroep
- Radio

### Programmagerelateerd
- Action News
- Eyewitness News